# Monografie napoletane vol. 9 Mario Merola
Monografie Napoletane vol. 9 è una raccolta di Mario Merola.

## Tracce
1. Malaspina – 5:25 (E. Fusco - G. Cioffi)
2. Ciente Appuntamente – 3:50 (V. Falsetti - A. Langella - V. Di Domenico - A. Esposito)
3. 'O Clandestino – 3:08 (G. Esposito - F. Colucci)
4. 'E Figlie – 3:57 (L. Bovio - F. Albano)
5. Guapparia – 3:47 (L. Bovio - R. Falvo)
6. Mammà – 3:51 (R. Mallozzi - E. Alfieri)
7. Duorme Mammà – 4:24 (G. Esposito - E. Alfieri)
8. Lacreme Napulitane – 4:11 (L. Bovio - F. Buongiovanni)
9. Mamma Perdoname – 4:14 (E. Pisano - G. Cioffi)
10. Paraviso 'e Fuoco Eterno – 3:22 (E. Murolo - E. Tagliaferri)
11. 'O Treno d' 'o Sole – 3:52 (G. Palumbo - E. Alfieri)
12. Zappatore – 3:54 (L. Bovio - F. Albano)

## Descrizione
È il terzo dei tre volumi dedicati al cantante e attore italiano Mario Merola. I tre volumi racchiudono alcuni tra i suoi più grandi successi, gli altri volumi sono il 7 e l'8.
Monografie napoletane vol. 9 è un album che fa parte di una raccolta chiamata Monografie napoletane, tale raccolta è composta da diversi CD dedicati e contenenti brani di vari artisti della canzone classica napoletana, tra cui; Sergio Bruni, Mario Merola, Mario Abbate, Angela Luce, Aurelio Fierro, Mario Trevi, Fausto Cigliano, Nino Taranto, Claudio Villa, Giulietta Sacco, Mirna Doris, Pino Mauro e altri. Gli album dedicati a Mario Merola sono tre con un totale di 44 brani racchiusi nei volumi 7, 8 e 9. La produzione della Bideri inizia nel 2002, l'album viene stampato e distribuito nel 2003 dalla Duck Record s.r.l.